# نسطور (أسطورة)

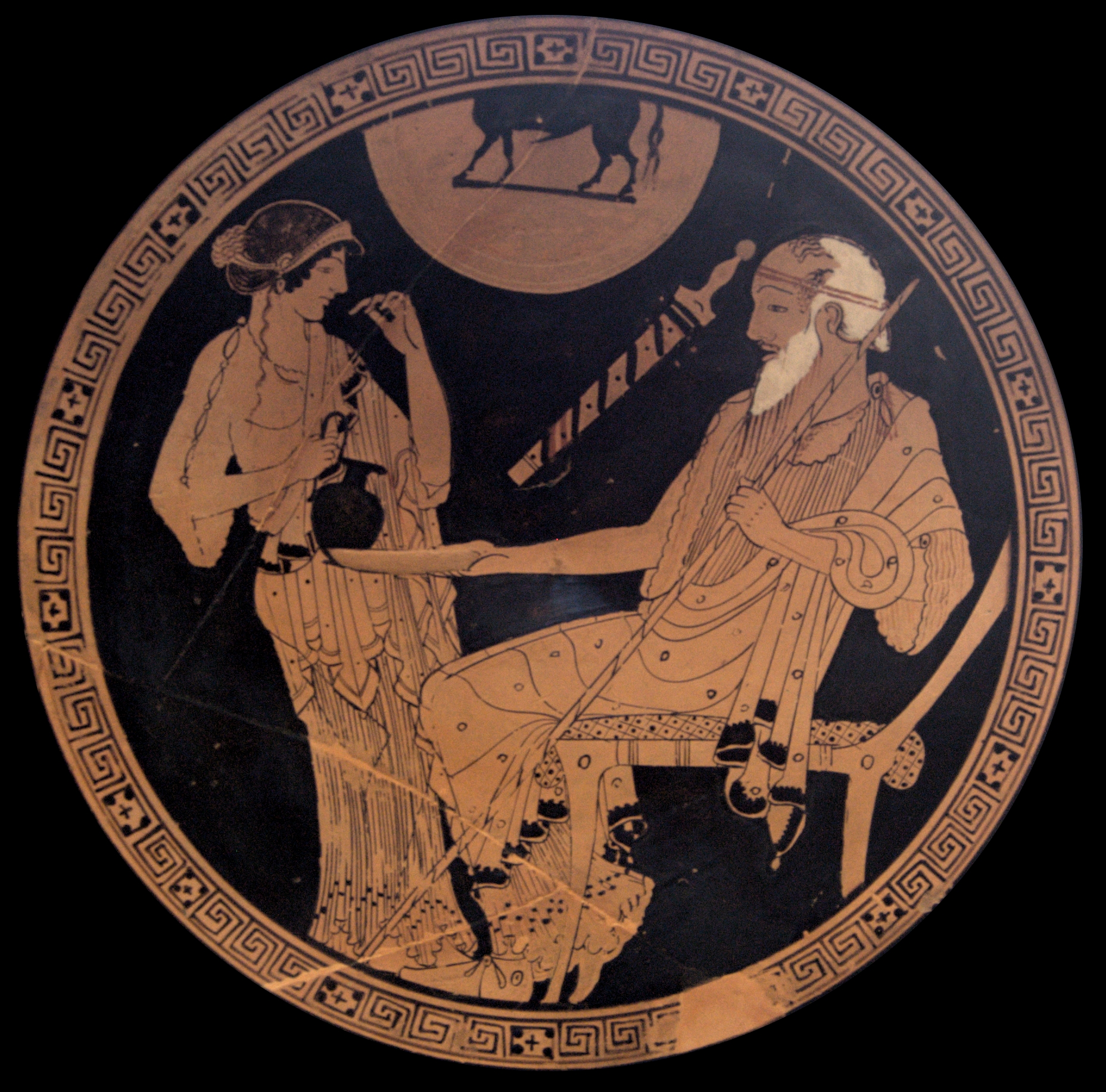
حسب بعض المصادر، يظهر هذا الفنجان هيكاميد حيث يخلطون بين كايكيون ونسطور.

في المثيولوجيا الإغريقية، نسطور من غيرينيا (بالإغريقية: Νέστωρ Γερήνιος)‏ كان ملك بيلوس.

## العائلة
نسطور كان ابن نيليوس وكلوريس. زوجته كانت إما يوريديس أوأناكسيبيا. من أولاده بيسيستراتوس وثراسيميديس وبيسيديس وبيرسيوس وستراتيتشوس وآريتوس وإتشيفرون وأنتيلوتشوس.

## سيرته
كان نسطور من بحاري الأرجو، وساعد في قتال قنطور وساعد في صيد خنزير كاليدونيا. أصبح ملك بيلوس بعد مقتل هرقل وجميع أشقاء نسطور.
قاتل نسطور وابناه أنتيلوتشوس وثراسيميديس إلى جانب أخيون فيحصار طروادة.على الرغم من أن نسطور كان كبيراً في السن عندما بدأت الحرب، إلا أنه أبدى شجاعة وقدرة على الخطابة. في الإلياذة، كان يعطي نصائح للمحاربين الشباب وقد وجّه النصح لأجاممنون وآخيل. كان عجوزاً ليشارك في القتال بنفسه، لكنه قاد قوات بيلوس، وقد قتل حصانه بسهم باريس. كان لديه درعاً ذهبية. في ألعاب جنازة فطرقل، نصح نسطور أنتيلوتشيوس حول كيفية الفوز بسباق العربات.
حسب الأوديسة، عاد نسطور ومن كان معه من الجيش بأمان إلى بيلوس حيث أنهم لم يأخذوا حصصهم من غنائم طروادة التي غنمها الإغريق إثر حرب طروادة. غادر تليماخوس ابن أوديسيوس إلى بايلوس للاستفسار عن مصير والده فاستقبله نسطور بلطف ويسلّيه ببذخ لكنه لم يكن قادراً على تقديم أي معلومات عن مصير والده. كما ورد في الأوديسة ذكر «يوريديس» زوجة نسطور ومن تبقى من أولادهما أحياء: إتشيفرون، ستراتيوس، آرتيوس، ثراسيميديس، وبيسيستراتوس. كما كان لنسطور ابنتين: بيسيديسي وبوليكاستي.